# هوساینا
هوساینا (به لاتین: Hosaena) یک شهرک در اتیوپی است که در منطقه اقوام، قومیت‌ها و قلمرو مردم جنوبی واقع شده‌است. هوساینا ۷۵٬۹۶۳ نفر جمعیت دارد و ۲٬۱۷۷ متر بالاتر از سطح دریا واقع شده‌است.